# TOPIO
TOPIO («TOSY Ping Pong Playing Robot») — робот-андроид, разработанный для игры в настольный теннис против человека. Обладает внешностью, напоминающей человеческую, перемещается на двух ногах. Робот разработан в 2005 году вьетнамской компанией TOSY, занимающейся разработками в области робототехники. Первая публичная демонстрация робота прошла в Токио на выставке International Robot Exhibition 28 ноября 2007 года. Последняя версия робота — TOPIO 3.0 имеет рост 1 метр 88 сантиметров и весит порядка 120 кг. Все версии робота используют самообучающуюся систему искусственного интеллекта, позволяющую роботу улучшать свои навыки в процессе игры.

## История разработки
В ноябре 2005 года фирма TOSY начала проект TOPIO. В июле 2007 года TOSY представила первый экспериментальный образец робота с одной ногой, оснащенный гидравлической системой и обладающий восемью степенями свободы. 28 ноября 2007 года прошла первая публичная демонстрация робота TOPIO 1.0. TOPIO 1.0 имел шесть ног, был оснащен гидравлической системой и обладал двадцатью степенями свободы. 5 февраля 2009 года на крупной промышленной выставке Nuremberg International Toy Fair в Германии был представлен TOPIO 2.0. Гидравлическая система была заменена на сервомоторы постоянного тока, робот имел две ноги и 42 степени свободы. 25 ноября 2009 года на выставке International Robot Exhibition в Токио была представлена версия робота TOPIO 3.0, имеющая две ноги и обладающая 39-ю степенями свободы. В TOPIO 3.0 использованы безщёточные сервомоторы постоянного тока. Так же робот TOPIO 3.0 демонстрировался на выставке Nuremberg International Toy Fair в Германии (4-9 февраля 2010 года) и на выставке «AUTOMATICA Munich» в Германии (8-11 июня 2010 года).

## Модели робота
Первая версия робота TOPIO была представлена в июле 2007 года. Робот обладает восемью степенями свободы, имеет одну ногу. В качестве привода используется гидравлическая система.

### TOPIO 1.0
Робот TOPIO 1.0 имеет высоту 185 сантиметров и массу 300 кг. В качестве привода используется гидравлическая система. Робот имеет шесть ног, две высокоскоростные камеры. TOPIO 1.0 обладает двадцатью степенями свободы: две приходятся на голову, по шесть степеней свободы на каждую руку, по одной степени свободы на каждую из шести ног.

### TOPIO 2.0
TOPIO 2.0 весит в пять раз меньше предыдущей модели — TOPIO 1.0 — 60 кг. Высота робота составляет 215 см. Робот использует литий-полимерные аккумуляторы (рабочее напряжение 48 вольт, ёмкость — 20 ампер-часов). В качестве приводов используются сервомоторы постоянного тока. TOPIO 2.0 имеет две ноги. Робот оснащён двумя высокоскоростными видеокамерами. Из 42-х степеней свободы, которыми обладает робот, 3 приходятся на голову, по семь на каждую из двух рук, по шесть на каждую из двух ног, три на корпус (туловище) робота и ещё по пять на каждую кисть робота.

### TOPIO tiny
TOPIO tiny — миниатюрная версия робота TOPIO 2.0. Высота TOPIO tiny составляет 40 см. Робот был представлен на выставке «World Cup 2010».

### TOPIO 3.0
Робот TOPIO 3.0 имеет вес 120 кг и высоту 188 см. Как и TOPIO 2.0 в данной версии используются литий-полимерные аккумуляторы с рабочим напряжением 48 вольт и ёмкостью 20 ампер-часов. В качестве приводов используются безщёточные сервомоторы постоянного тока. Как у предыдущей версии, у робота TOPIO 3.0 две ноги и две высокоскоростные видеокамеры. Робот обладает 39-ю степенями свободы из которых две приходятся на голову, по семь на каждую из двух рук, по шесть на каждую из двух ног, одна на корпус (туловище) TOPIO и по пять на каждую кисть робота.